# Bolnička kapela sv. Elizabete Ugarske u Subotici
Bolnička kapela sv. Elizabete Ugarske je katolička kapela u subotičkoj župi sv. Jurja u gradskoj četvrti Keru. Dio je župe sv. Jurja, dekanata Subotica - Donji Grad. 
Nalazi se u subotičkoj bolnici. 
Sagrađena je 1896. zajedno s bolničkim zgradama. Posvećena je sv. Elizabeti Ugarskoj. Šezdeset je godina bila funkcionirala, a za nju je bio postojao svećenik koji je stanovao unutar bolničkoga kruga te redovnice Sv. Križa koje su radile u bolnici. Bolnička je kapelicu zatvorena 1956., a ponovno je otvorena 2. listopada 1990. godine.
Objekti i ustanove koji pripadaju župi sv. Roka su:
- crkva sv. Roka u Keru, župna crkva
- kapela sv. Ane iz 1886. na groblju
- samostan Kćeri milosrđa III. reda sv. Franje u kojem je kapela sv. Maloj Tereziji